# 双庄街道
双庄街道是中华人民共和国江苏省宿迁市宿城区下辖的一个街道办事处。
2017年12月21日，江苏省人民政府批复同意撤销双庄镇，以原双庄镇的靳塘、白堡、双庄、牌坊、魏井5个居委会区域设立双庄街道，街道办事处驻靳塘居委会境内，办公地址为北海路9号。

## 行政区划
双庄街道下辖以下村级行政区划单位：
白堡社区、靳塘社区、牌坊社区、双庄社区和魏井社区。